# Komitee Vox Clara
Das Komitee Vox Clara  (englisch Committee „Vox clara“; von lateinisch vox clara ‚Klare Stimme‘) war ein der Kongregation für den Gottesdienst und die Sakramentenordnung zugeordnetes Gremium. Es war für die Übersetzung lateinischer Liturgietexte in die englische Sprache zuständig. Die Einrichtung wurde am 19. Juli 2001 auf Initiative der „Internationalen Kommission für die englische Sprache in der Liturgie“ errichtet und sollte zunächst bis 2008 bei der Überarbeitung des Messbuchs beratend zur Seite stehen. Danach setzte sie ihre Tätigkeit für die Kongregation bis 2011 fort. Spätestens im Jahr 2017 wurde das Komitee aufgelöst.

## Organisation
Das Präsidium bestand 2011 aus dem Präsidenten George Kardinal Pell (Sydney), dem ersten Stellvertreter Bischof Thomas James Olmsted (Phoenix), dem zweiten Stellvertreter Oswald Kardinal Gracias (Bombay), dem Sekretär Bischof Arthur Joseph Serratelli (Paterson) und dem Schatzmeister Francis Kardinal George OMI (Chicago). Weitere Mitglieder waren: Erzbischof (emeritiert) Alfred Clifton Hughes (New Orleans), Erzbischof Michael Neary (Tuam), Erzbischof Terrence Thomas Prendergast SJ (Ottawa), John Kardinal Tong Hon (Hongkong) und Weihbischof David Christopher McGough (Birmingham). Es konnten zusätzliche Berater berufen werden.
Während der Übersetzungsphase der liturgischen Bücher arbeitete das Komitee eng mit den englischsprachigen Bischofskonferenzen zusammen. Es tagte in der Regel einmal jährlich für zwei oder drei Tage. Die letzte Versammlung fand vom 24. bis 26. Juli 2011 in Rom statt. Seitdem hat das Komitee seine Arbeit faktisch eingestellt. Die Beauftragung der verbliebenen Mitglieder des Komitees und damit dessen Existenz endete im Jahr 2017.